# 花澤美紅
花澤 美紅（はなさわ みく、1997年2月3日 - ）は日本の女優、タレント。フリーランス。埼玉県出身。

## 来歴
- ニチエンプロダクションにて子役として芸能活動を開始（2005年）。プラチナムプロダクション（2015年9月 - 2019年2月）を経て、アークプロモーション所属（2019年11月 - 2020年9月）。2020年10月から2021年3月まで、美紅としてフリーランスで活動していた。2021年3月よりルピナス・エンタープライズに所属し、花澤美紅に改名した[2]。2024年3月でルピナス・エンタープライズを退所した[3]
- アイドルユニット「Candy Rouge（キャンディルージュ）」の結成メンバーとして加入（2019年12月）し、2020年3月に卒業。
- ジェフユナイテッド市原公式プロモーションチーム「アキュアマーメイド」に加入した（2020年2月）[4]。
- 朝倉薫のガールズハイパーミュージカル「恋する悪魔」（2021年3月）にて初主演。

## 人物
- 特技：ジャズダンス、クラシックバレエ
- 趣味：ドライブ、観劇

## 出演

### 舞台
- 松井誠新春特別公演「新章・美空ひばり 不死鳥伝説」（2006年2月、名古屋・御園座） - 美空ひばり(子供) 役
- ミュージカル「ミンキーモモ〜鏡の国のプリンセス〜」（2010年4月29日 - 5月5日、池袋・サンシャイン劇場） - ミンキーモモ(子供) 役
- ユーキース・エンタテインメント「バックホーム」（2015年9月29日 - 10月4日、下北沢・小劇場B1）
- アリスインプロジェクト「クォンタム・ドールズ〜量子境界の遊歩者〜[5]」（2016年1月6日 - 11日、新宿村LIVE） - コルト 役
- 0LIMIT「Roman to Rock[6]」（2016年6月1日 - 5日、中野・テアトルBONBON） - ヒロイン・小塚 役
- SHOWMAN'S「フライングパイレーツ〜ネバーランド漂流記」（2016年8月3日 - 7日、新宿村LIVE） - 犬山奈々 役[7]
- 劇団ドリームプリンセス「放課後戦記[8]」（2016年10月5日 - 10日、新宿村LIVE） - 憑対弓立 役[9]
  - 横浜公演（2017年12月20日 - 22日、Yokohama O-SITE） - 宝示戸顕乃 役[10]
- TUFF STUFF「緋色八犬伝[11]」（2017年2月2日 - 5日、銀座・博品館劇場） - 政木 役[12]
- T-ME合同会社「OZMAFIA!!」（2017年9月6日 - 10日、新宿・スペースゼロ） - ヒロイン フーカ 役[13]
- TUFF STUFF「RAMPO chronicle 怪人二十面相」（2018年1月10日 - 12日、六行会ホール） - 伍笑 役[14]
  - シアターブラッツ提携公演[15]（2020年10月20日 - 22日、新宿・シアターブラッツ） - 伍笑 役[16]
- TUFF STUFF「ガスマスクの伊藤さん[17]」（2018年7月18日 - 22日、六行会ホール）[18]
  - 薄井カゲアキ編 - ヒロイン 赤阪奈々美 役
  - 伊地梅ウテナ編 - 向江郁代 役
- 朝倉薫プロデュース「タイラー△」TERRA組（2018年9月20日 - 23日、築地・ブディストホール） - ヒロイン アザリン 役[19]
- TUFF STUFF「放課後戦記2020[20]」（2020年11月18日 - 23日、六行会ホール）  - 宝示戸顕乃 役[21]
- 朝倉薫プロデュース「恋する悪魔」桜組（2021年3月17日 - 21日、新宿・シアターブラッツ） - 主演 佐丹たくま 役
- 朝倉薫プロデュース「タイラーF」SORA組（2021年6月8日 - 13日、新宿・シアターブラッツ） - ヒロイン アザリン 役[22]
- FREE(S)「Letter2021-絆 KIZUNA-[23]」（2021年8月17日 - 22日、中野・ザ・ポケット） - ヒロイン 谷山静、上田静江 二役[24]
- SHOWMAN’S「リニアダッシュ! POLE POSITION[25]」（2021年11月20日 - 23日、新大久保・R’sアートコート） - 富士スミレ 役[26]
- SHOWMAN'S「イエローサブマリン〜スラムの国のアリス〜」（2022年7月23日 - 24日、六本木・CLUB EDGE） - 主演 アリス 役[27]
- SHOWMAN'S「朗読劇オズの西遊記〜Legend of GO WEST」（2022年9月10日 - 11日、六本木・CLUB EDGE） - 主演 三蔵法子 役[28]
- SHOWMAN'S「朗読劇リニアダッシュ! SCHOOL DAYS[29]」（2022年10月22日 - 23日、六本木・CLUB EDGE） - 富士スミレ 役[30]
- キョードーファクトリー「くちびるに歌を[31]」（2022年12月10日 - 16日、かめありリリオホール） - 福永ヨウコ 役
- SHOWMAN'S『リニアダッシュ! READING & LIVE[32]』（六本木・CLUB EDGE） - 富士スミレ 役
  - 01「Goodbye Firefly」（2023年2月26日）[33]
  - 02「TAKE A CHANCE」（2023年3月26日）
  - 03「SAKURA SPRING」（2023年4月23日）
  - 04「RUN and RUN」（2023年5月28日）
  - 05「HIGHWAY TO THE RED ZONE」（2023年6月25日）[34]
  - 06「VIOLET NUMBER ONE」（2023年7月23日）[35]
  - 07「BEFORE AMBER」（2023年8月27日）
  - 08「BETRAYER of YOROSHIKO」（2023年9月24日）
  - 09「I SEE THE WORLD」（2023年10月22日）
  - 10「まったくもってX'mas 2023」（2023年12月24日）[36]
- SHOWMAN'S「リニアダッシュ! RE POLE POSITION[37]」（2023年11月24日 - 26日、新大久保・R'sアートコート） - 富士スミレ 役

### 映画
- 「KIDS[38]」（2008年、監督：荻島達也）
- 「昴～スバル～[39]」（2009年、監督：リー・チーガイ） - 裕子 役
- 「放課後戦記[40]」（2017年、監督：土田準平） - 花序敷沙秩 役[41]
- 「ママレード・ボーイ[42]」（2018年、監督：廣木隆一） - 萩原未央 役

### テレビ
- 日本テレビ「君がくれた夏 〜がんばれば、幸せになれるよ〜」（2007年8月）
- 日本テレビ「真実の手記 BC級戦犯 加藤哲太郎 私は貝になりたい」（2007年8月） - 由子 役
- TBS「エジソンの母」（2008年1月 - 3月） - 前山百合 役
- 日本テレビ「キイナ〜不可能犯罪捜査官〜」6・9話（2009年2月 - 3月） - 真央 役
- テレビ朝日「火災調査官・紅蓮次郎」第9作（2009年4月） - 水沢美冴 役
- フジテレビ「奥様は警視総監」第5作（2009年12月） - 真行寺美奈 役
- NHK「八日目の蝉」（2010年3月 - 5月） - 秋山薫（中学生時） 役
- Hulu「CROW'S BLOOD」（2016年7月 - 8月）
- 日本テレビ「スーパーサラリーマン左江内氏」（2017年）
- テレビ朝日「快盗戦隊ルパンレンジャーVS警察戦隊パトレンジャー」#24「生きて帰る約束」（2018年7月22日） - 女性客C 役
- 関西テレビ「そして、ユリコは一人になった」（2020年3月） - 佐藤那奈 役[43]
- テレビ朝日「愛しい嘘〜優しい闇〜」（2022年1月 - 3月） - カフェ店員 役
- WOWOW「邪神の天秤 公安分析班」（2022年2月 - 4月） - 研究室助手 役
- テレビ朝日「特捜9〜season5〜」第4話（2022年4月27日） - 森歩 役
- BS-TBS「サワコ 〜それは、果てなき復讐」（2022年10月 - 12月） - 守谷雅美 役

### CM
- サンヨー食品「サッポロ一番 塩ラーメン・みそラーメン」（2006年 - 2008年）
- 家庭教師のトライ「Try IT」（2015年、2017年）
- jms「ジェームス秋の大感謝祭」（2015年）
- ニッポンハム「シャウエッセン」（2015年）
- ソフトバンク「白戸家 ギガ物語3」オーディション編（2016年）

### その他
- JR東日本トレインチャンネル「1min.脳科学」（2009年）MC
- 「中萬学院」（2010年）
- 「蒲田女子高等学校」（2016年）
- 「C3 OFF HALLOWEEN」（2016年）
- パチスロ「リング〜終焉の刻〜」（2017年） - 朝倉理沙 役

## ユニット
- Candy Rouge[44]（2019年12月 - 2020年3月） - 2019年12月29日、デビュー。「【キャンディのように甘く ルージュのようにセクシーに…】80年代アイドル×現代パフォーマンスで、懐かしくて新しいステージをお届けします」がコンセプト。2020年5月、メンバー全員が卒業し無期限活動休止。
- ジェフユナイテッド千葉 アキュアマーメイド[45]（2020年2月 - ）[4]